# 小野田紀美
小野田紀美（日语：／ Onoda Kimi，1982年12月7日—），日本女性政治人物，隸屬自由民主黨，現任參議院議員（代表岡山縣）及法務大臣政務官，曾任東京都北區議會議員。
她曾經在索尼和Asgard工作，並且曾經和杉田智和、綠川光、小野大輔等人一同為女性遊戲《Starry☆Sky》配音，引起網民熱話。

## 經歷
出生於美國伊利諾伊州芝加哥。父親是美國人，母親是日本人。從1歲開始在岡山縣瀨戶內市邑久町生活。畢業於清心中學、清心女子高中、拓殖大學政經系政治系。在校期間，取得高中教師1種執照（公民）。畢業後在遊戲、CD製作公司工作，負責宣傳工作。
通過TOKYO自民黨政經學院5期生，2011年以自由民主黨公薦參加北區議會議員選舉，首次當選。2015年北區議再選。同年10月，自民黨通過岡山縣選舉區候選人公開招募，宣佈參加競選。2016年第24屆參議院議員通常選舉中，他作爲自民黨公薦（公明黨推薦）候選人蔘加競選。作爲宣佈退出政界的民進黨前參議院議長江田五月的接班人，她戰勝了社會民主黨、日本共產黨推薦的黑石健太郎當選。隨着小野田的當選，岡山縣歷史上首次由自民黨獨佔了參衆兩院的全部議席。
2019年10月1日加入竹下派。
2020年9月18日在菅義偉內閣就任法務大臣政務官。
2022年1月15日，公明黨代表山口那津男在與地方組織幹部的網上會面中表示，圍繞夏季參議院選舉，以32個改選1人區爲中心，正在研究推遲推薦自民黨候選人的方案。當天，媒體報道了此事。對公明黨的安保政策和憲法修改態度感到不滿的小野田在自己的Twitter上寫道：政黨不同，自由進行選舉是很自然的。公明黨先生推薦的延期討論，我同意。我們各自加油吧！。
對此，公明黨和支持創價學會表示反對。同年5月26日，公明黨宣佈，夏季參議院選舉岡山選區將進行自主投票。在全國32個1人區中，唯獨推遲了對小野田的推薦。6月22日參議院選舉公示後，創價學會開始支援立憲民主黨、國民民主黨推薦候選人、在野黨無黨派人士黑田晉，而安倍晉三被兇彈擊倒的前一天7月7日晚，在岡山市民會館舉行的小野田的個人演講會上，安倍以助威辯士的身份登上了講壇。7月10日，雖然沒有公明黨的支持，但是因爲無黨派人士的支持，在第26屆參議院議員通常選舉中大大超過了與上次的分數差距（約10.8萬），以約18萬票的差距取得了壓倒性勝利（得票率54.7%）。

## 政策・主張

### 憲法
對於修改憲法，在2022年NHK每日新聞社的問卷調查中回答贊成。
就第9條修憲問題，日本《每日新聞》在2022年進行的問卷調查中回答稱：應進行修改，明確表明自衛隊的存在。關於第9條中自衛隊的明示，在2022年NHK的問卷調查中回答贊成。
對於修改憲法並制定緊急事態條款，NHK在2022年的問卷調查中回答贊成。

### 外交・安全保障
對於具備攻擊敵方基地的能力，在2022年NHK每日新聞社的問卷調查中回答贊成。
關於普天間基地移設邊野古，2022年每日新聞社的問卷調查中回答贊成。
俄羅斯於2022年2月24日對烏克蘭發動了全面軍事進攻。對於如何看待日本政府採取的制裁俄羅斯措施的提問，在2022年NHK的問卷調查中回答適當。同年，在《每日新聞》的問卷調查中，她回答說：目前的制裁是妥當的。
2022年6月7日，政府在國務會議上通過了經濟財政運營方針粗略方針。其中列舉了NATO成員國國防費目標佔GDP的2%以上，明確了5年內從根本上加強防衛力的方針。對於你認爲今後應該如何支付防衛費的提問，在2022年NHK的問卷調查中回答應該大幅增加防衛費。

### 性別
對於選擇性夫婦別姓制度的引進，在2022年NHK每日新聞社的問卷調查中，沒有做出回答。在同年的日本電視臺的問卷調查中，回答：實在是不好回答哪一方。
對於允許同性結婚的法律修改，在2022年NHK每日新聞社的問卷調查中，沒有做出回答。同年日本電視臺的問卷調查中，回答：多少有些反對。
關於配額主義的引進，在2022年NHK的問卷調查中回答不管怎麼樣我都反對。

### 其他
對安倍經濟學，在2022年每日新聞社的問卷調查中回答道：會進行評價，但是要修改。
就國會議員被選舉權年齡下調問題，在2022年《每日新聞》的問卷調查中，回答反對。
對於2016年美國總統選舉支持唐納德•特朗普還是希拉里•克林頓的提問，在2016年每日新聞社的問卷調查中回答不能說哪一方。
2016年2月8日，高市早苗法務大臣談到了如果電視臺反覆播放有失政治公平性的節目，根據電台法令停止放送的可能性一題。日本首相安倍晉三在2月15日的衆議院預算委員會上反駁在野黨的批評，並擁護高市的發言。對於如何看待政府的態度的提問，在2016年每日新聞社的問卷調查中回答不認爲有問題。
2017年11月1日，爲了參加兩院議員總會，到衆議院會議室時，针对自民黨內的被動吸菸問題她說：衆議院可以在房間裏吸菸，雖然又臭又煙又累，但沒禁止吸菸的規定，所以不能說什麼。
雖然加入了以分煙爲目標的自民黨菸草議員聯盟，但是自民黨同意了允許100平方米以下的飯店吸菸的法案，因此認爲菸草議聯不想分煙，於2018年2月21日退出了自民黨菸草議員聯盟。
2018年7月25日，憲法規定的國民義務是：勞動、納稅、教育（子女）。我認爲只要盡到義務就可以主張權利。報道稱，由於提出憲法規定的基本人權是履行義務的交換條件，因此受到了批評。
對於2019年7月31日決定暫時由參議院負擔對殘疾人新選舉組2名議員的看護服務費用，她在推特上批評說：這不是議員特權嗎？她還說：每月向國會議員支付100萬的通信費。大家都認爲這筆錢具備了私人祕書等自己負責公務的支持，但有人批評說，該發言違反了國會法規定的通信費用（文件通信、交通滯留費）是發送公文及進行具有公共性質的通信等。兩天後，小野田在推特上道歉說：沒有確認事實的部分標記引發了誤會，並對自己的辦公室解釋說：正在根據法令進行適當的處理。
在2021年12月17日的參議院預算委員會上，關於NHK的收視費的徵收，發表了以加擾化（合同的任意化）爲目標的態度。另外，NHK在2022年度中開始對沒有電視的人進行通過互聯網發送節目的實證實驗時，還表示：如果想收取網絡收視費，那太過分了。總務相金子恭之回答道：目前還沒有考慮把沒有安裝電視的人作爲新的收視費對象，而小野田則回答道：目前情況非常糟糕，希望不要長久地考慮。NHK黨蔘議員濱田聰在選舉第二天在自己的YouTube現場直播中表示，雖然小野田在2022年改選的第26屆參議院議員通常選舉岡山縣選舉區不推舉NHK黨的候選人，但是NHK黨爲了在選舉區獲得2%的得票率，推舉NHK黨職員山本貴平。